# 小川高校下駅

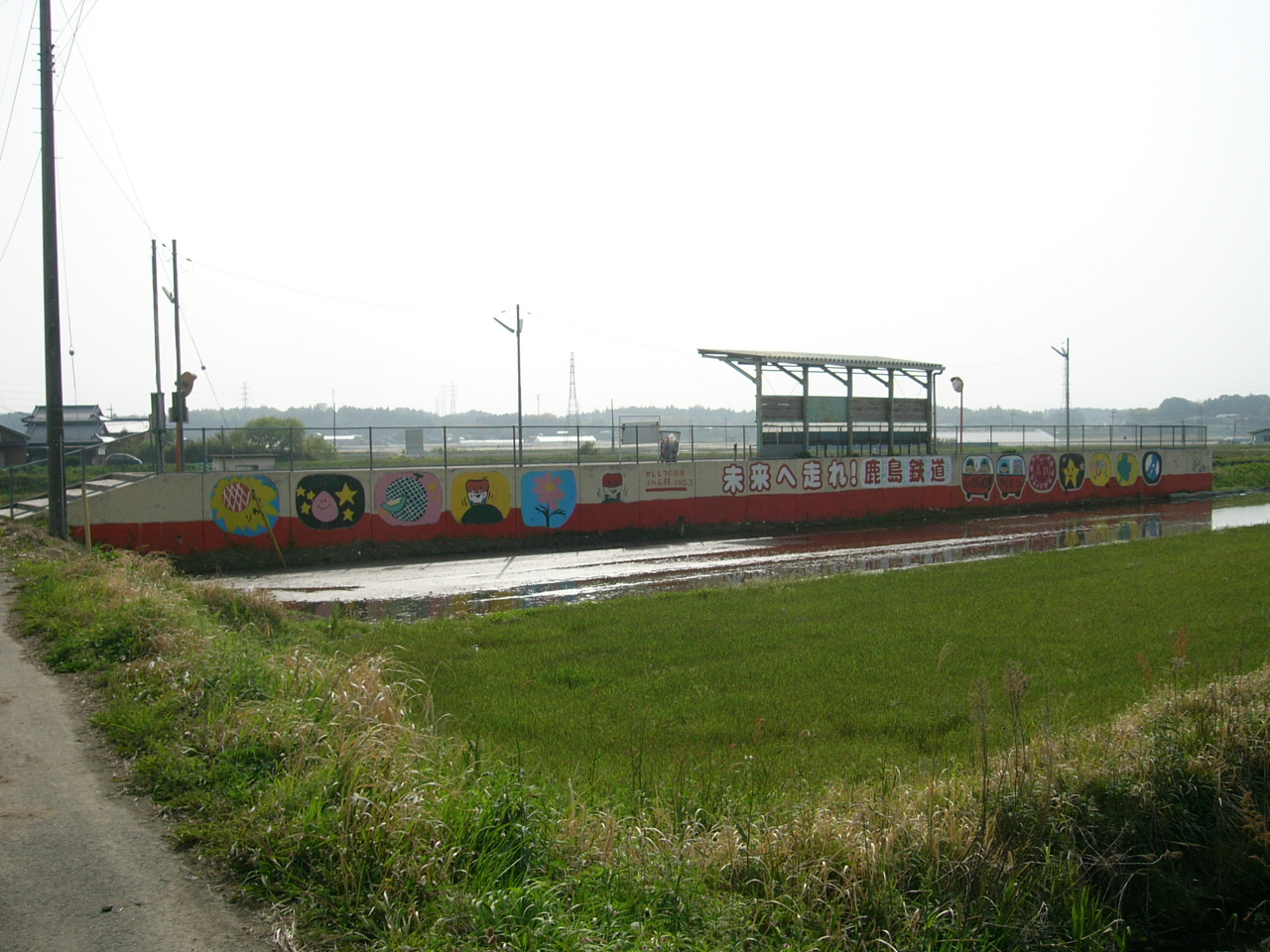
小川高校生徒により描かれた、鹿島鉄道存続を願う壁面のイラスト（2006年5月）

小川高校下駅（おがわこうこうしたえき）は、かつて茨城県小美玉市小川にあった鹿島鉄道鹿島鉄道線の駅である。2007年（平成19年）4月1日、鹿島鉄道線の廃線にともない廃駅となった。
旧・小川町における唯一の鉄道駅であった。

## 歴史
石岡南台駅に次いで新しい駅であった。当駅の開業と同時に鹿島鉄道では玉里信号場が玉里駅に昇格している。

### 年表
- 1988年（昭和63年）4月1日：開業[1]。
- 2007年（平成19年）4月1日：廃止[2]。

## 駅構造
単式ホーム1面1線を有する地上駅。線路はほぼ北西から南東に走り、線路の北東側にホームが設置されていた。
無人駅で駅舎は設けられておらず、ホームの桃浦方の端から降りている階段から直接駅に出入りした。ホーム上には上屋と長いすが設けられており、階段を下りたところに小さな自転車置き場があった。
常陸小川駅、玉造町駅、鉾田駅など、ほとんどの駅は駅舎・ホーム共に取り壊されているが、当駅は現在もホームがそのまま残されている。小川高校生徒により描かれたイラストもそのまま残されている。

## 駅周辺
駅周辺には田園地帯が広がり、当駅と常陸小川駅との間で園部川を渡る。駅の北側には鹿島鉄道線にほぼ並行する形で国道355号が通り、当駅から国道へは田んぼに囲まれた細い道で接続している。
駅名の由来となった茨城県立小川高等学校は、駅の北東、直線距離で500メートルほどの場所に位置していたが、当駅廃止後の2013年（平成25年）3月31日に閉校した。

## 隣の駅
鹿島鉄道
■鹿島鉄道線
常陸小川駅 - 小川高校下駅 - 桃浦駅